# Etne
Etne este o comună din provincia Vestland, Norvegia.